# 독일 중전차대대

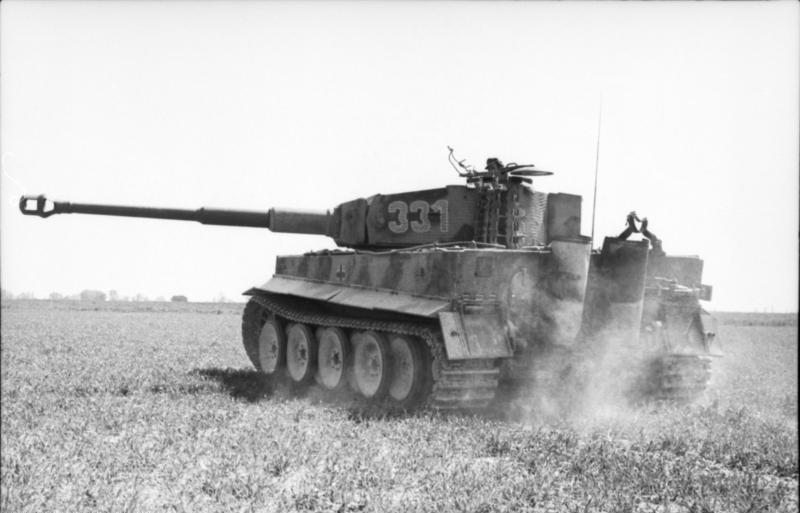
프랑스의 티거1

독일 중전차대대(독일어: schwere-Panzer-Abteilung)는 제2차 세계 대전 당시 티거1과 티거2로 편성되어 군단급 이상 부대의 직할 예비대로 주로 전선에 구멍이 생기면 메꾸는 임무를 수행했다. 원래 창설 목적은 공세 작전에서 적 방어선에 돌파구를 여는 역할이었으나, 전황이 급격히 독일에 불리한 쪽으로 수세에 몰리자 애초 창설 목적과는 정 반대의 용도로 사용되었던 것이다. 이것은 티거 전차(1, 2 모두 포함)의 원거리 사격 성능, 중장갑의 방어력과 92발이라는 포탄 탑재량을 활용했기에 가능했다. 전쟁 중 티거에 의해 만들어진 전설은 모두 중전차대대의 작품이다. 국방군 13개 대대, 무장친위대 3개 대대가 편성되었고, 최초 실전 투입은 국방군 소속 501 중전차대대가 북아프리카의 튀니스 전투에 투입된 것이 최초였다.

## 편성
중전차대대 창설 초기에는 티거1과 3호 전차를 혼성 편성했다. 완편하기에는 티거1의 생산량이 부족했기 때문이다. 티거1의 생산량이 충분해지면서 대대의 3호 전차는 모두 편성에서 빠지게된다. 대대의 표준 편제는 티거 45대이며, 14대씩 1개 중대를 편성하고, 나머지 3대로 대대 지휘부를 편성했다. 티거 전차는 잦은 고장과 기계적 결함 등으로 인해 실제 전투 가능 전차는 편제보다 훨씬 밑돌았다.
티거 전차들의 생산량은 티거1은 2년간 1,350대이며, 티거2는 그보다 적어서 490대에 불과하여 고유 임무를 수행하기 위해 독립부대로 방어나 공격 임무에서 가장 필요한 사단이나 군단에 직할로 임시 배속하는 식으로 운용되었다.

## 편성된 중전차대대

### 국방군
국방군은 총 13개 대대를 편성했다. 2개 대대를 제외한 나머지 대대는 50x대의 번호를 부여받았다.
- 제424중전차대대
- 제501중전차대대
- 제502중전차대대
- 제503중전차대대
- 제504중전차대대
- 제505중전차대대
- 제506중전차대대
- 제507중전차대대
- 제508중전차대대
- 제509 중전차대대
- 제510중전차대대
- 제511중전차대대
- 중전차대대 펠트헤른할레

### 무장친위대
무장친위대는 총 3개 대대를 편성했다. 원래는 4번째 대대가 창설 예정이었으나, 결국 실현되지는 못했다.
- 제101SS중전차대대
- 제102SS중전차대대
- 제103SS중전차대대